# RPG 만들기 VX
RPG 만들기 VX (RPGツクールVX)（RPG 쯔꾸르 VX）는 2007년 12월 27일에 주식회사 엔터브레인으로부터 발매된 RPG 게임 제작 소프트웨어이다. "VX"는 "Vista XP"의 약자로 여겨지지만 진상은 공개되지 않았다.
2011년 12월 15일에는 후속작인 RPG 만들기 VX Ace (RPGツクール VX Ace)가 발매되었다.
2012년 9월 27일에는 RPG 만들기 VX VALUE!+ 쯔꾸르 시리즈 소재집화 (RPGツクールVX VALUE!＋ツクールシリーズ素材集 和)가 발매되었다.
2015년 후계판으로 런타임 패키지 설치가 필요 없는 RPG 쯔꾸르 MV가 출시됐다.

## 개요
전체적인 인터페이스는 RPG 만들기 2000에 가까운 것으로 되어 있지만, 종래의 MS 고딕 대신 UmePlus Gothic(매화 폰트와 M+FONTS와 혼식으로 만들어졌다. 또 복잡한 조작이 필요했던 기능들이 간단한 조작으로 구현될 수 있게 되면서 RPG 만들기 XP에서는 삭제된 이벤트 명령어 대부분이 부활했다. 이외에 맵 에디터 기능이 강화되고 있다. 전체적으로 RPG 만들기 2000으로의 원점 회귀에 가깝다. 또 전작인 RGSS를 강화한 RGSS2를 탑재했다. 다만 데이터베이스에 등록할 수 있는 수가 2000년 무렵과 비교하면 크게 줄었다.
쯔꾸르러에 대해 제작 지원을 위한 팬 사이트 키트가 공식 사이트에서 배포되고 있다. 패키지 디자인은 하야 유키가 담당하고 있다.
RPG 만들기 시리즈 최초의 해외판이 발매된 RPG 만들기 XP (해외판 타이틀은 "RPG Maker XP")에 이어 2008년 2월 29일에는 본작의 해외판 RPG MAKER VX의 다운로드 판매가 개시되었다.
2008년 1월 30일 버전 1.01의 업데이터가 공개된 이후 오랫동안 업데이트는 이뤄지지 않다가 2011년 5월 26일 버전 1.02가 공개됐다. 같은 날 발매된 쯔꾸르 시리즈 소재집화와 세트로 발매되고 있는 VX 및 Value판 본체에서는 처음부터 1.02 버전이 적용되고 있다.
Value판 발매까지는 Windows 7의 64bitOS는 동작의 보증 대상에서 제외되었다. (액티베이션은 가능했기 때문에 구동은 되어 있었다)가 Value판 발매와 동시에 동작 보증 대상에 포함되었다. 원래 동작하고 있었기 때문에 업데이터의 제공은 이루어지지 않았다.

## 샘플 게임
VX는 6편의 작품이 수록되어 있다. 이번에도 콘테스트 파크 등 쯔꾸르 대회에서 상을 받은 쯔꾸르러가 제작한 바 있다.
- Dragoness Edge 2820
- INVAS 退魔録
- 미틸견참! 마계경이야기 (ミチル見参！ 魔界境物語)
- 타버린 책 (Buried Book)
- 후타고노카미사마 (フタゴノカミサマ)
- 렉토르와 흑사자 문장 (レクトールと黒獅子の紋章)

VX Ace는 4편의 작품이 수록되어 있다.
- 용자와 마음의 열쇠 (勇者と心の鍵)
- 사각사각 사가 (さくさくサーガ)
- 베스띠올의 모험자 (ベスティオールの冒険者)
- 너는 용사가 아니야!2 ~ 닐스 일 ~ (きみは勇者じゃない！２～ニルスのお仕事～)

## 유명작

### VX 작품
- EXTRAPOWER STAR RESISTANCE（2008년）
- Eternal Eden（2008년）
- らんだむダンジョン（2010년）
- 아베도깨비 ( 2010년 )
- 魔女の家（2012년）
- 帽子世界（2013년）
- クロエのレクイエム（2013년）
- 獄都事変（2014년）

### VX Ace 작품
- LISA（2012년）
- 霧雨が降る森（2013년）
- Margikarman（2013년）
- Always Sometimes Monsters (2014년）
- 虚白ノ夢（2015년）
- 殺戮の天使（2015년）